# Izod Center
Izod Center je dvorana koja je dio Meadowlands Sports Complexa u East Rutherfordu, New Jersey. Pruža domaćinstvo hokejaškom timu New Jersey Devils,  košarkaškom timu New Jersey Nets i sveučilišnom košarkaškom timu Seton Hall Pirates.
Kapacitet sjedećih mjesta je 19,040 za hokejašku utakmicu, 20.029 za sveučilišnu košarku, 19,968 za NBA košarkašku utakmicu, te maksimalno 20,000 mjesta za koncerte.  
Izgradnja ovog kompleksa počela je 1977. godine, a svečano je otvoren 2. srpnja 1981.
Od 1981. do 1996. godine nosila je ime Brendan Byrne Arena.

## Vanjske poveznice
- Meadowlands Sports Complex  Arhivirana inačica izvorne stranice od 2. veljače 2001. (Wayback Machine)
- New Jersey Nets
- New Jersey Devils